# Tom Araya
Tomás "Tom" Enrique Araya (Viña del Mar, Čile, 6. lipnja 1961.) je čileanski basist i pjevač, koji živi i radi u SAD-u. Najpoznatiji je kao pjevač i basist thrash metal sastava Slayer.

## Životopis
Araya je rođen u mjestu Viña del Mar, u Čileu, kao četvrto dijete u obitelji. Kada je imao pet godina, njegova se obitelj preselila u South Gate, u Kaliforniju. Iako su po internetu kružile glasine da su se preselili zbog političkih razloga, Araya je te tvrdnje demantirao. 
Njegov stariji brat Cisco je svirao gitaru, što je navelo Arayu da počne svirati bas-gitaru. Njih su dvojica svirali pjesme Beatlesa i Rolling Stonesa, što je inspiriralo njegov glazbeni interes. Njegova starija sestra predložila mu je da upiše školu za respiratornog terapeuta. Završio je dvije godine škole, učeći o omjerima miješanja zraka, vađenju krvi i intubaciji. 
Godine 1981., Kerry King pozvao je Arayu da se pridruži njegovom sastavu Slayer. Araya je prihvatio, koristeći svoju plaću koju je zaradio kao terapeut da bi financirao debitantski Slayerov album, Show No Mercy. Araya je zamolio bolnicu u kojoj je radio da mu da dopust, kako bi mogao svirati na Slayerovoj prvoj europskoj turneji, 1984. godine, no oni su ga odbili. Tijekom njegova odsutstva, zvali su ga da se vrati na posao, no nakon što se mjesec dana nije pojavio na poslu, otpustili su ga. 
Araya živi u Buffalou, u Teksasu, na svom ranču sa ženom i dvoje djece, te pomaže svojoj ženi voditi farmu. Obožavatelj je horor filmova. Godine 2006. bio je podvrgnut operaciji žuči, zbog čega je Slayer morao odgoditi The Unholy Alliance turneju za tjedan dana. Također nije uspio završiti vokalne dionice na pjesmi "Final six" za album Christ Illusion, koja je kasnije dodana na specijalnom izdanju albuma.
Jednom je o Slayeru rekao: "Bili smo sretni, dovoljno sretni da trajemo ovako dugo, jer većini sastava to ne uspijeva."
Araya je 2011. godine dobio ključeve svog rodnog grada Viña del Mar.

## Religija
Unatoč mnogim optužbama, u kojima se Slayer optuživao za sotonizam, Araya je to opovrgnuo i rekao da je to jedna od mnogih zabluda o sastavu. On se je osobno deklarirao kao katolik.

## Tekstovi
Arayini se tekstovi uglavnom odnose na serijske ubojice, jer ga ta tema jako zanima. Prva pjesma za koju je napisao tekst bila je "At Dawn They Sleep", na albumu Hell Awaits iz 1985. godine.
Araya je napisao i tekst za pjesmu "Eyes of the Insane", koja je osvojila Grammy te govori o žrtvama rata.